# Grand Prix automobile de France 1977
Résultats du Grand Prix de France de Formule 1 1977 qui a eu lieu sur le circuit de Dijon-Prenois le 3 juillet.

## Classement
| Pos  | N° | Pilote             | Écurie              | Tours | Temps/Abandon      | Grille | Points |
| ---- | -- | ------------------ | ------------------- | ----- | ------------------ | ------ | ------ |
| 1    | 5  | Mario Andretti     | Lotus-Ford          | 80    | 1 h 39 min 40 s 13 | 1      | 9      |
| 2    | 7  | John Watson        | Brabham-Alfa Romeo  | 80    | +1 s 55            | 4      | 6      |
| 3    | 1  | James Hunt         | McLaren-Ford        | 80    | +33 s 87           | 2      | 4      |
| 4    | 6  | Gunnar Nilsson     | Lotus-Ford          | 80    | + 1 min 11 s 08    | 3      | 3      |
| 5    | 11 | Niki Lauda         | Ferrari             | 80    | + 1 min 14 s 15    | 9      | 2      |
| 6    | 12 | Carlos Reutemann   | Ferrari             | 79    | + 1 tour           | 6      | 1      |
| 7    | 22 | Clay Regazzoni     | Ensign-Ford         | 79    | + 1 tour           | 16     |        |
| 8    | 26 | Jacques Laffite    | Ligier-Matra        | 78    | + 2 tours          | 5      |        |
| 9    | 2  | Jochen Mass        | McLaren-Ford        | 78    | + 2 tours          | 7      |        |
| 10   | 24 | Rupert Keegan      | Hesketh-Ford        | 78    | + 2 tours          | 14     |        |
| 11   | 28 | Emerson Fittipaldi | Copersucar-Ford     | 77    | + 3 tours          | 22     |        |
| 12   | 3  | Ronnie Peterson    | Tyrrell-Ford        | 77    | + 3 tours          | 17     |        |
| 13   | 19 | Vittorio Brambilla | Surtees-Ford        | 77    | + 3 tours          | 11     |        |
| Nc.  | 10 | Ian Scheckter      | March-Ford          | 69    | Non classé         | 20     |        |
| Abd. | 20 | Jody Scheckter     | Wolf-Ford           | 66    | Accident           | 8      |        |
| Abd. | 8  | Hans-Joachim Stuck | Brabham-Alfa Romeo  | 64    | Accident           | 13     |        |
| Abd. | 17 | Alan Jones         | Shadow-Ford         | 60    | Transmission       | 10     |        |
| Abd. | 37 | Arturo Merzario    | Merzario-March-Ford | 27    | Boîte de vitesses  | 18     |        |
| Abd. | 4  | Patrick Depailler  | Tyrrell-Ford        | 21    | Accident           | 12     |        |
| Abd. | 16 | Riccardo Patrese   | Shadow-Ford         | 6     | Moteur             | 15     |        |
| Abd. | 31 | David Purley       | LEC-Ford            | 5     | Accident           | 21     |        |
| Abd. | 34 | Jean-Pierre Jarier | Penske-Ford         | 4     | Accident           | 19     |        |
| Nq.  | 9  | Alex Ribeiro       | March-Ford          |       | Non qualifié       |        |        |
| Nq.  | 27 | Patrick Nève       | March-Ford          |       | Non qualifié       |        |        |
| Nq.  | 30 | Brett Lunger       | McLaren-Ford        |       | Non qualifié       |        |        |
| Nq.  | 25 | Harald Ertl        | Hesketh-Ford        |       | Non qualifié       |        |        |
| Nq.  | 18 | Larry Perkins      | Surtees-Ford        |       | Non qualifié       |        |        |
| Nq.  | 39 | Héctor Rebaque     | Hesketh-Ford        |       | Non qualifié       |        |        |
| Nq.  | 18 | Patrick Tambay     | Surtees-Ford        |       | Non qualifié       |        |        |
| Nq.  | 35 | Conny Andersson    | BRM                 |       | Non qualifié       |        |        |

Légende :
- Abd.=Abandon

## Pole position et record du tour
- Pole position : Mario Andretti en 1 min 12 s 21 (vitesse moyenne : 189,447 km/h).
- Tour le plus rapide : Mario Andretti en 1 min 13 s 75 au 76e tour (vitesse moyenne : 185,492 km/h).

## Tours en tête
- James Hunt : 4 (1-4)
- John Watson : 75 (5-79)
- Mario Andretti : 1 (80)

## À noter
- 5e victoire pour Mario Andretti.
- 62e victoire pour Lotus en tant que constructeur.
- 102e victoire pour Ford Cosworth en tant que motoriste.
- 3e et dernier Grand Prix pour l'écurie LEC.